# Operophtera fusca
Operophtera fusca là một loài bướm đêm trong họ Geometridae.